# Gezahegne Abera
Gezahegne Abera (23. dubna 1978 Etya) je etiopský atlet, maratonec, olympijský vítěz ze Sydney v roce 2000 a mistr světa z roku 2001.
Pochází z malé vesnice v etiopském regionu Oromia. Poprvé startoval na mezinárodním maratonu v Los Angeles v roce 1999, kde doběhl čtvrtý za třemi běžci z Keni. Na světovém šampionátu v Seville ve stejném roce skončil na maratonské trati jedenáctý.
Při olympijském maratonu v Sydney v roce 2000 se ve druhé polovině závodu zformovala tříčlenná skupina běžců - kromě Abery ještě jeho krajan Tesfaye Tola a Erick Wainaina z Keni. Na 39. kilometru se Abera od svých soupeřů odpoutal a v cíli byl první s náskokem 20 sekund. Ve věku 22 let se tak stal nejmladším olympijským vítězem v maratonu.
Na MS v atletice v Edmontonu o rok později získal zlatou medaili a stal se tak do té doby jediným maratoncem, který získal zlato na olympiádě i světovém šampionátu (mezi ženami toho dosáhla Portugalka Rosa Motaová).